# Kościół Pokoju w Zabrzu
Kościół ewangelicko-augsburski Pokoju w Zabrzu – kościół parafii ewangelicko-augsburskiej w Zabrzu. Mieści się przy ulicy Czesława Klimasa, w Zabrzu, w województwie śląskim.

## Historia
W dniu 1 czerwca 1873 roku została utworzona samodzielna parafia ewangelicko-augsburska w Zabrzu, liczyła wtedy 1367 wiernych. Nowa parafia niezwłocznie uzyskała pełną samodzielność, a w jej skład weszły gminy: Zabrze, Małe Zabrze, Dorota, Zaborze, Biskupice, Mikulczyce, Maciejów i Sośnica. W tym samym czasie rozpoczęła się również budowa nowej świątyni parafialnej w stylu neoromańskim, która została zakończona w sierpniu 1874 roku. W dniu 25 października 1874 roku o godzinie 18:00, nowy kościół został poświęcony i otrzymał wezwanie Pokoju. Uroczystość poświęcenia świątyni zgromadziła wielu znakomitych gości, licznych księży luterańskich, tłumy wiernych z Zabrza i okolicznych miejscowości. Gościem uroczystości był także jeden z duchownych rzymskokatolickich. W 2001 świątynia została odrestaurowana. W 2002 roku zostały wyremontowane organy w kościele.